# Kloster Saint-Aubin-des-Bois
Das Kloster Saint-Aubin-des-Bois (Sanctus Albinus de nemore) ist eine ehemalige Zisterzienserabtei in der Gemeinde Plédéliac im Département Côtes-d’Armor, Region Bretagne, in Frankreich. Es liegt rund 6 km östlich von Lamballe.

## Geschichte
Das Kloster wurde 1138 (oder 1137) von Geoffroy Botherel, dem Grafen von Lamballe, und den Herren von Matignon gegründet und mit Mönchen aus dem Kloster Bégard besetzt, das selbst eine Tochter von Kloster L’Aumône war. Damit gehörte Saint-Aubin der Filiation von Kloster Cîteaux an. 1143 bestätigte Papst Eugen III. das Kloster in seinem Besitz. 1240 brannte die Abtei nieder. 1255 wurde die wiedererrichtete Kirche geweiht. Im 15. Jahrhundert dürfte das Kloster in Kommende gefallen sein. Während der Französischen Revolution fand es sein Ende. 1796 wurden zwei Mönche vom Militär auf der Suche nach Chouans getötet. Von einem geflüchteten Mönch wurde das Kloster dann bis zum Jahr 1820 gemietet. 1825 wurde es von der Diözese Saint-Brieuc erworben und als Altersheim für Priester geführt. 1830 zogen die Barmherzigen Brüder vom hl. Johannes von Gott ein, deren Hospiz 1838 nach Léhon verlegt wurde. Die Abtei wurde daraufhin abgebrochen und als Baumaterial für die Schlösser La Vallée und Saint-Aubin sowie die Kirchen von Quintenic und Pléven verwendet.

## Bauten und Anlage
Von dem Kloster sind nur geringe Reste erhalten.